# Tití comú
El tití comú (Callithrix flaviceps) és una espècie de mico endèmica del sud-est del Brasil.

## Costums
És diürn i arborícola.